# Atit Daosawang
Atit Daosawang (thailändisch อาทิตย์ ดาวสว่าง, * 11. November 1992 in Prachuap Khiri Khan), auch als Back (thailändisch แบ็ค) bekannt, ist ein thailändischer Fußballspieler.

## Karriere

### Verein
Atit Daosawang erlernte das Fußballspielen in der Schulmannschaft der Sarawittaya School in Bangkok. Seinen ersten Vertrag unterschrieb er 2009 in Bangkok beim damaligen Erstligisten TOT SC. Bis 2010 spielte er 34 Mal für den Club. 2011 wechselte er zu Muangthong United, einem Verein, der in Pak Kret, einem nördlichen Vorort der Hauptstadt, beheimatet ist. 2012 wurde er an den Zweitligisten Suphanburi FC ausgeliehen. Mit dem Club belegte er den 2. Platz und stieg somit in die erste Liga, der Thai Premier League, auf. 2016 erfolgte die nächste Ausleihe. Er wurde zum Zweitligaclub Port FC, der in Bangkok beheimatet ist, ausgeliehen. Mit Port belegte er in der Liga den 3. Rang und stieg somit in die TPL auf. 2017 wechselte er zum Ligakonkurrenten BEC Tero Sasana FC. Nach der Hinserie unterschrieb er einen Vertrag beim Erstligisten Chiangrai United. Hier absolvierte er bis 2018 25 Spiele. 2019 wurde er wieder von seinem ehemaligen Club Suphanburi FC verpflichtet. Nach einem Jahr verließ er Suphanburi und wechselte zum Ligakonkurrenten Trat FC nach Trat. Nach nur sechs Monaten schloss er sich im Juli 2020 dem ebenfalls in der ersten Liga spielenden PT Prachuap FC aus Prachuap an. Hier kam er jedoch nicht zum Einsatz. Im Juni 2021 unterschrieb er in Kanchanaburi einen Vertrag beim Erstligaaufsteiger Chiangmai United FC. In der Hinrunde 2021/22 stand er sechsmal in der ersten Liga für den Verein aus Chiangmai auf dem Spielfeld. Zur Rückrunde wechselte er Ende Dezember 2021 zum Zweitligisten Phrae United FC. Für den Verein aus Phrae stand er zweimal in der Liga auf dem Spielfeld. Im Sommer 2022 wechselte er in die Dritte Liga. Hier schloss er sich dem Aufsteiger MH Nakhonsi City FC aus Nakhon Si Thammarat an. Mit dem Verein spielte er 15-mal in der Southern Region der Liga. Am Ende der Saison feierte er mit MH die Vizemeisterschaft. In den Aufstiegsspielen konnte man sich durchsetzen, jedoch wurde dem Verein keine Lizenz für die zweite Liga erteile. Im Sommer 2023 wechselte er zu dem in der Western Region spielenden Hua Hin City FC. Nach der Hinrunde, in der er fünf Drittligaspiele bestritt, wechselte er Anfang Dezember 2023 zum in der Northern Region spielenden Phitsanulok FC. Nach einem Spiel für den Verein aus Phitsanulok wurde sein Vertrag Ende Dezember 2023 wieder aufgelöst. Im Sommer 2024 verpflichtete ihn der Drittligist Hua Hin City FC. Mit dem Verein aus Hua Hin spielt er in der Western Region der Liga.

### Nationalmannschaft
Von 2009 bis 2010 spielte Atit Daosawang 15 Mal in der thailändischen U-19-Nationalmannschaft. 15 Mal trug er das Trikot der U-23-Nationalmannschaft. Seit 2013 spielt er in der thailändischen Nationalmannschaft. Sein Debüt im Nationalteam gab er am 22. März 2013 in einem Spiel der Asian Cup Qualifikation gegen den Libanon im Camille-Chamoun-Stadion in Beirut, dass Thailand mit 5:2 verlor.

## Erfolge

### Verein
Muangthong United
- Thailändischer Meister: 2012

Chiangrai United
- Thailändischer Pokalsieger: 2017
- Thailändischer Supercup-Sieger: 2018
- Thailändischer Ligapokalsieger:  2018

### Nationalmannschaft
Thailand
- ASEAN Football Championship: 2014

Thailand U-23
- Sea Games: 2013, 2015

Thailand U-19
- AFF U-19 Youth Championship: 2009